# Shadrack Kipchirchir Kemboi

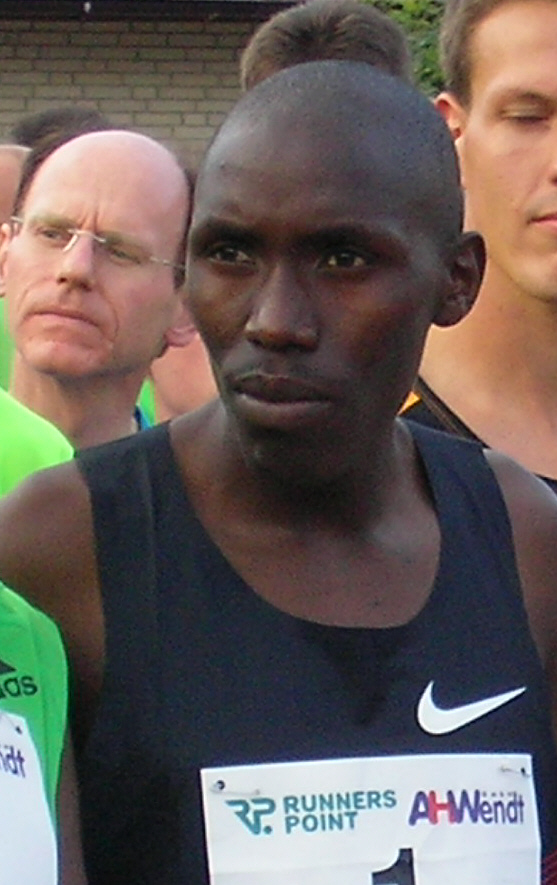
Shadrack Kipchirchir Kemboi 2011 beim Jever Fun-Lauf in Schortens

Shadrack Kipchirchir Kemboi (* 19. Februar 1986) ist ein kenianischer Langstreckenläufer.
2010 und 2011 gewann er über die 10 englischen Meilen beim Jever-Fun-Lauf in Schortens und 2011 dazu den Düsseldorfer Kö-Lauf. 
2012 belegte er beim Zürich-Marathon Platz 2 hinter Franklin Chepkwony in einer Zeit von 2:11:11, was auch seine persönliche Bestzeit ist.